# Albert Schwartz (zoologo)
Albert Schwartz (Cincinnati, 13 settembre 1923 – Miami, 18 ottobre 1992) è stato un naturalista e zoologo statunitense, noto erpetologo, scopritore di numerose specie di gechi e di rane. I suoi studi furono rivolti soprattutto alla fauna delle Antille.

## Biografia
Schwartz ottenne un PhD in mammologia presso l'University of Michigan nel 1952. Già allora, aveva iniziato ad interessarsi ad anfibi e rettili, che vivevano nei climi caldi. Schwartz passò gran parte della sua vita professionale al Miami-Dade Community College; fu sostenuto dalla fondazione di famiglia, che lo finziò nella sua attività di ricerca con fondi a sostegno delle spedizioni in località a clima caldo. Fu ricercatore associato al Carnegie Natural History Museum, oltre che al Florida Museum of Natural History, al National Museum of Natural History (Smithsonian Institution), e al Museo Nacional de Historia Natural, Santo Domingo, Repubblica Dominicana. A partire da 1954, operò estensivamente a Cuba, descrivendo numerose rane e tre specie di lucertole endemiche dell'isola. Dopo la rivoluzione a Cuba, spostò la sua attenzione su Hispaniola, dove descrisse numerose specie di rane e cinque lucertole. Verso la fine degli anni settanta, quando Schwartz vide che il numero di nuovi anfibi e rettili, delle Indie Occidentali, che avrebbe potuto descrivere era molto in diminuzione, spostò la sua attenzione verso le farfalle.

## Eredità
Schwartz pubblicò 230 articoli sulla biologia delle Indie Occidentali. 80 delle specie di anfibi e rettili che lui descrisse, vennero riconosciute valide nel 1993; egli è accreditato di aver descritto il 14% dell'erpetofauna delle inere Indie Occidentali. Numerose specie sono a lui intitolate, comprese le seguenti:
- Eleutherodactylus schwartzi — rana ladra di Schwartz, Isole Vergini
- Schwartzius — un genere della Eleutherodactylus
- Anolis wattsi schwartzi — Watts' anole
- Typhlops schwartzi — verme serpente di Schwartz
- Sphaerodactylus schwartzi —  sphaero dal collare di Guantánamo
- Tarentola albertschwartzi — un geco
- Tropidophis schwartzi — un boa nano

### Opere
- Schwartz, A. e Richard Thomas, 1975. A Check-list of West Indian Amphibians and Reptiles. Carnegie Museum of Natural History Special Publication No. 1. Pittsburgh, Pennsylvania: Carnegie Natural History Museum. 216 pp.
- Schwartz, A. e Robert W. Henderson, 1991. Amphibians and Reptiles of the West Indies: Descriptions, Distributions, and Natural History. Gainesville, Florida: University Press of Florida. ISBN 0-8130-1049-7.